# Alexandre Namèche

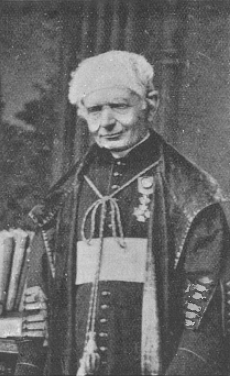
Alexandre Namèche

Alexandre Joseph Namèche (26 juli 1811 - Leuven, 30 januari 1893) was een Belgisch priester, historicus en later hoogleraar geschiedenis en pedagogie. Hij was van 1872 tot 1881 rector magnificus van de Katholieke Universiteit Leuven.
Na zijn priesteropleiding en zijn studies theologie aan de Katholieke Universiteit Leuven, werd hij aangesteld als oprichter en eerste directeur van de École normale de Nivelles te Nijvel in 1843. Hij zou het instituut leiden tot 1854.
Namèche kreeg ook een aanstelling als hoogleraar literatuurgeschiedenis en pedagogie aan de Leuvense universiteit. Hij zal evenwel vooral als historicus herinnerd worden. Zijn brede geschiedkundige interesse kan blijken uit zijn bibliografie. Hij is de auteur van Histoire de la principauté de Liège depuis les premiers temps jusqu'a Jean de Walenrode (549-1418), suivi d'un tableau général de l'état et des progrès de la civilisation en Belgique pendant la période féodo-communal en het zesdelige Le règne de Philippe II et la lutte religieuse dans les Pays-Bas au XVIe siècle, als onderdeel van een groter, dertigdelig werk Cours d’histoire nationale, dat verscheen tussen 1853 en 1894. Hij bestudeerde ook het werk van Juan Luis Vives, zowel als hoogleraar, als in zijn studententijd als jonge priester toen hij hierover zijn verhandeling Mémoires sur la vie et les écrits de Jean-Louis Vivès schreef.
Vanaf 1855 was Namèche vice-rector onder Pierre François Xavier de Ram. Toen De Ram in 1865 overleed, leek Namèche diens logische opvolger. Hij werd gesteund door de conservatievere bisschoppen, maar kardinaal Sterckx koos niettemin voor Nicolas-Joseph Laforêt. Sterckx overleed, en bij het overlijden van rector Laforêt, werd Namèche door aartsbisschop Dechamps en de andere Belgische bisschoppen als rector aangeduid.
Als rector magnificus woonde Namèche zelf in het oude minderbroederklooster waar de universiteit de Justus Lipsiuspedagogie had ingericht. Hij liet dit gebouw door architect Joris Helleputte verbouwen en stelde hem ook aan voor het anatomisch amfitheater in het Vesaliusinstituut en een feestzaal voor de Société Générale des Etudiants. Samen met Helleputte maakte hij ook de eerste plannen voor het Landbouwkundig Instituut.
Voor de ontluikende vragen van Vlaamse studenten naar onderwijs in eigen taal had hij helemaal geen oren. Het is pas rector Jan-Baptist Abbeloos die de eerste stappen naar een tweetalige universiteit, met tweetalig onderwijs, zette.
Monseigneur Namèche weigerde in 1873 Isala Van Diest, dochter van de Leuvense stadschirurgijn en verloskundige Pierre Van Diest, in te schrijven aan de universiteit voor de opleiding geneeskunde, en trachtte haar te overhalen zich in te schrijven voor fysiologie en verloskunde. Van Diest schreef zich in de plaats daarvan in aan de Universiteit van Bern. Zo werd zij de eerste Belgische vrouwelijke arts.
Na zijn rectoraat dat hij op zijn vraag op 70-jarige leeftijd teruggaf in het tumult van de eerste schoolstrijd, trok hij zich terug in de Abdij van 't Park, waar hij in 1893 overleed. Hij ligt begraven in de begraafplaats van de abdij, met een grafmonument met buste van beeldhouwer Frans Vermeylen.
- Bibliothèque nationale de France: cb106697058 (data)
- Digitale Bibliotheek voor de Nederlandse Letteren: name003
- Gemeinsame Normdatei: 1095692399
- International Standard Name Identifier: 0000 0000 8162 8342
- Library of Congress Control Number: no2011131320
- Nederlandse Thesaurus van Auteursnamen: 070215677
- Système universitaire de documentation: 190005157
- Virtual International Authority File: 89256896
- WorldCat: E39PBJvxq76f7yH6Bhc8B4tBT3